# Национално знаме на Република Ирландия
Националното знаме на Ирландия (на ирландски: An Bhratach Náisiúnta), познато също под името „Ирландски трикольор“, е национален символ на Република Ирландия.
Състои се от 3 еднакви цветни полета – зелено, бяло и оранжево, подредени в този ред вертикално от носещото тяло към края, и има правоъгълна форма с отношение ширина към дължина 1:2.
Цветовете в ирландското знаме представляват двете основни религии в Ирландия: католицизъм (зелен) и протестантство (оранжев), а бялото символизира мира между тях. Според друга теория, зеленият цвят е символ на острова, докато белият и оранжевият са символи на двете религии: бял за католицизма и оранжев за протестантството.

## История
За първи път знамето в днешния си вид е използвано през 1848 г. във Франция от движението „Млада Ирландия“ и формата му е била повлияна от френското знаме. По време на събитията след Великден през 1916 г. същото това знаме е развято над няколко ключови сгради в Дъблин, завладени от републиканските въоръжени групи. Флагът е използван като национален за първи път през 1922 г. от независимата Ирландска република, а през 1937 г. е обявен за официален в конституцията на страната. След 1949 г., когато Ирландия придобива пълна независимост от Великобритания, знамето е обявено за държавен символ на страната и се използва като символ на обединена Ирландия от много националисти.
В периода от 1783 до 1922 г. като символ на страната се използва зелено знаме с арфа. Знаме с кръст на Свети Патрик се използва като символ на Ирландия, но няма данни да е бил използвано официално, като символ на страната. Този флаг влиза и в състава на знамето на Великобритания. Знамето с кръст на Свети Патрик е официално знаме на Ирландската църква и единственото, което се издига над църковните храмове в страната.

## Дизайн
Според конституцията на Република Ирландия

Чл. 7 Националното знаме е трицветно със зелен, бял и оранжев цвят.

Тъй като няма допълнителни изисквания за цветовете, правителството издава ръководство, което определя правилата за използване на знамето. Знамето трябва да бъде правоъгълно, като дължината му трябва да бъде два пъти ширината, което определя отношение 1:2. Трите цветни полета, зелено, бяло и оранжево трябва да са с еднаква големина и вертикално разположени. Цветовете са както следва:
| Цвят | Официален цветови модел | RGB цветови модел | HEX цветови модел |
| ---- | ----------------------- | ----------------- | ----------------- |
|      | Pantone 347 U           | (22, 155, 98)     | #169B62           |
|      | Pantone Safe            | (255, 255, 255)   | #FFFFFF           |
|      | Pantone 151 U           | (255, 136, 62)    | #FF883E           |
|      |                         | (0, 0, 0)         | #                 |
|      |                         | (0, 0, 0)         | #                 |
|      |                         | (0, 0, 0)         | #                 |

## Прилика сфлага на Кот д'Ивоар
Знамето на Кот д'Ивоар е много сходно с ирландския трикольор, тъй като цветовете на знамената са почти еднакви, но подредбата им е различна, както и отношението на широчината към дължината (2:3 на флага на Кот д'Ивоар и 1:2 на флага на Ирландия).
- Ирландският флаг
- Флагът на Кот д'Ивоар